# Saumure (route)
Pour les articles homonymes, voir Saumure (homonymie).
La saumure est un produit liquide utilisé dans le salage des routes en période hivernale, obtenu par mélange de sel solide et d’eau.

## Avantages et inconvénients
Les fondants chimiques destinés à faire fondre la neige n’agissent que sous forme de solution. Il est donc inutile d’employer du sel en grains seul par temps sec et froid (c'est-à-dire lorsque l'humidité relative est inférieure à 80 %).
Pour éviter cet inconvénient, une solution consiste à dissoudre le sel et à le répandre sous forme de saumure. Le sel ainsi dissous agit instantanément.
Mais la saumure répandue va se diluer rapidement par l’apport d’eau provenant de la fonte de la glace ou de la neige traitée et de l’humidité de l’air. Son action est donc limitée dans le temps.
Le sel empoisonne le sol.

## Indicateurs
La densité de la saumure est de 1,2 à 20 °C.
Un mètre cube de saumure contient 317 kg de sel et 883 kg d’eau.
L’épandage de 12,5 cm3/m² sur la chaussée donne environ 4 g de sel/m².

## Titre massique
La saumure est caractérisée par son titre massique, à savoir le rapport de la masse de sel (NaCl) dissous dans l’eau sur la masse de mélange.
Le titre massique maximal pour une saumure de chlorure de sodium à 0 °C est de 26,3 %. Malheureusement, en cas de refroidissement important, une partie du sel dissous va recristalliser sous forme de dihydrate. Cette recristallisation se dépose dans les cuves, les pompes et les buses. Pour empêcher le phénomène, on limite le titre massique à 23 %.
La saumure de chlorure de sodium n’est pas limitée par sa première limite d’efficacité. Par contre, elle atteint très vite par dilution la deuxième limite.

## Diagramme de phases
Le diagramme de phases ci-après présente les différentes phases qui peuvent exister en fonction de la composition et de la température dans un mélange NaCl-H2O.
Trois phases solides peuvent exister pour ce système :
- glace,
- dihydrate de sodium NaCl-2H2O dite phase hydrohalite,
- sel anhydre NaCl.

Pour des concentrations comprises entre 0 et 23,2 % (% en masse de NaCl), seule la phase solide glace apparaît. Pour des concentrations supérieures à 23,2 %, la phase hydrohalite ou la phase anhydre NaCl sont susceptibles de se former.

## Propriétés
La densité et la température de congélation d'une saumure de chlorure de sodium à 20 °C en fonction de sa composition est donnée dans le tableau suivant.
| % NaCl en poids de solution | Densité | NaCl (g/l de solution) | Eau (g/l de solution) | Température de congélation (en °C) |
| --------------------------- | ------- | ---------------------- | --------------------- | ---------------------------------- |
| 1                           | 1,005   | 10                     | 995                   |                                    |
| 2                           | 1,012   | 20                     | 992                   | -1,2                               |
| 3                           | 1,02    | 31                     | 989                   | -1,9                               |
| 4                           | 1,027   | 41                     | 986                   | -2,5                               |
| 5                           | 1,034   | 52                     | 982                   | -3,2                               |
| 6                           | 1,041   | 62                     | 979                   | -3,5                               |
| 7                           | 1,049   | 73                     | 975                   | -4,7                               |
| 8                           | 1,056   | 84                     | 971                   | -5,1                               |
| 9                           | 1,063   | 96                     | 968                   | -6                                 |
| 10                          | 1,071   | 107                    | 964                   | -6,6                               |
| 11                          | 1,078   | 119                    | 960                   | -7,8                               |
| 12                          | 1,086   | 130                    | 955                   | -8,3                               |
| 13                          | 1,093   | 142                    | 951                   | -10                                |
| 14                          | 1,101   | 154                    | 947                   | -10,2                              |
| 15                          | 1,109   | 166                    | 942                   | -11,4                              |
| 16                          | 1,116   | 179                    | 938                   | -12                                |
| 17                          | 1,124   | 191                    | 933                   | -13                                |
| 18                          | 1,132   | 204                    | 928                   | -14                                |
| 19                          | 1,14    | 217                    | 923                   | -15,5                              |
| 20                          | 1,148   | 230                    | 918                   | -16,2                              |
| 21                          | 1,156   | 243                    | 913                   | -17,5                              |
| 22                          | 1,164   | 256                    | 908                   | -19                                |
| 23                          | 1,172   | 270                    | 903                   | -20,7                              |
| 23,31                       | 1,178   | 275                    |                       | -21,1                              |